# Mickey Mania
Mickey Mania: The Timeless Adventures of Mickey Mouse — видеоигра 1994 года в жанре платформера, разработанная студией Traveller’s Tales и изданная Sony Imagesoft для игровых систем Super Nintendo, Sega Mega Drive и Sega CD. В игре игрок управляет Микки Маусом, который должен проходить различные уровни с боковой прокруткой, каждый из которых создан на основе классических мультфильмов о Микки Маусе. Позднее игра была переиздана на PlayStation в 1996 году под названием Mickey’s Wild Adventure компанией Sony Computer Entertainment, преемником Sony Imagesoft.
Планировался выпуск второй игры Mickey Mania 2, однако проект был отменён из-за того, что Traveller’s Tales сосредоточилась на разработке других игр.

## Игровой процесс
Mickey Mania представляет собой платформер, в котором игроки управляют Микки Маусом, посещающим различные локации, основанные на его прошлых мультфильмах — от дебютного «Пароходик Вилли» до более позднего «Принц и нищий». Микки может атаковать врагов, прыгая на них или используя ограниченный запас шариков, которые собираются на протяжении уровня. Микки способен выдержать до пяти ударов — это показывается через количество пальцев, которые он держит поднятыми, при этом здоровье восстанавливается сбором звёзд, а дополнительные жизни можно получить, собирая шляпки Микки Мауса. Уровни включают разнообразные задачи: головоломки для решения игроком, побег от буйствующего лося и бегство по пылающей лестнице.
Уровни в игре основаны на следующих классических мультфильмах о Микки Маусе:
- Пароходик Вилли (1928)
- Безумный доктор (1933)
- Концерт (1935) (не включена в SNES версию)
- Охотники на лосей (1937)
- Одинокие привидения (1937)
- Весёлые и беззаботные (1947)
- Принц и нищий (1990)

## Разработка
Первоначально выход Mickey Mania планировалось приурочить к 65-летнему юбилею Микки Мауса в 1993 году. Тем не менее, так как это позволяло выделить на создание игры лишь шесть месяцев, данная идея была вскоре оставлена ради концепции, согласно которой Микки отправляется в прошлое к своим оригинальным классическим мультфильмам и воспроизводит события этих короткометражных картин. Игра посвящена раннему периоду мультипликационной карьеры Микки Мауса. Для дизайнера Дэвида Яффе эта игра стала первым проектом.
Коммерческий успех Mickey Mania послужил основанием для разработки продолжения. Позднее сиквел был отменён, так как студия Traveller’s Tales переключилась на создание игры по готовившемуся тогда к премьере фильму «История игрушек».

### Различия в версиях
В версии для Super Nintendo отсутствуют скрытый уровень «Концерт», сцена с лестницей в уровне «Безумный доктор», некоторые спецэффекты, отдельные появления Плуто и некоторые финальные сцены уровней. Также добавлены экраны загрузки между областями. Версии для Sega CD и PlayStation расширяют концовку уровня «Безумный доктор», показывая, что Безумный доктор превратился в младенца, и добавляют сцену ближе к концу уровня «Принц и нищий», в которой Микки должен найти карандаши, чтобы призвать других Микки из шести основных уровней для атаки на Пита, а также содержат развёрнутые диалоги Микки, относящиеся к различным игровым ситуациям. В версии для Genesis отсутствует скрытая область ближе к концу первого уровня. Версия для PlayStation содержит улучшенную графику (все спрайты пересозданы, сцены с лестницами выполнены в 3D, а в уровне «Безумный доктор» ящики иногда появляются сзади, и Микки должен от них уклоняться) и добавляет сцену в конце уровня «Микки и бобовый стебель», где Микки должен убегать от великана Вилли. Вилли не появляется ни в одной из других версий игры, несмотря на упоминание в руководствах всех четырёх версий.
Версии для Sega CD и PlayStation используют саундтрек на компакт-диске, сочинённый Энди Блайтом и Мартеном Йострой с дополнительной музыкой Майкла Джаккино.

## Оценки и критика
После выхода игры японский журнал Famicom Tsūshin оценил версию для Super Nintendo на 28 баллов из 40, а версию для Mega Drive — на 30 баллов из 40. Журнал GamePro дал неоднозначную оценку версии для Mega Drive, положительно отметив визуальное оформление и концепцию игры, основанную на классических мультфильмах, и прокомментировав, что сочетание прошлого и настоящего произвело хорошее впечатление, однако критиковал игру за чрезмерную простоту. Обозреватель GamePro заключил, что «если вы не являетесь поклонником Микки, то эта игра вам не подойдет. Но если вам нравились другие игры с Микки, то Mickey Mania станет удачным выбором». Тот же рецензент позднее рассмотрел версию для Sega CD. Он высоко оценил улучшенную графику, дополнительные голосовые семплы и новый уровень, но снова пришел к выводу, что игра слишком проста для тех, кто не является поклонником Микки Мауса. Другой рецензент GamePro рассмотрел версию для Super Nintendo и, напротив, обнаружил, что сложность игры слишком высока для младших игроков, но похвалил отзывчивое управление и качественную графику. Журнал Power Unlimited в обзоре версии для Super Nintendo поставил оценку 91 %, резюмировав: «Превосходная игра, в которой Микки Маус переживает свои приключения из множества мультфильмов с очень изобретательными уровнями, привлекательным графическим дизайном, фантастическим саундтреком и уникальным персонажем. Именно такой она и должна быть!».
Журнал Next Generation рассмотрел версию игры для Sega CD, оценив её на четыре звезды из пяти, и отметил достаточное количество инновационных элементов, особенно рекомендовав игру семьям с детьми. Тот же журнал также рассмотрел версию для Mega Drive, поставив ей четыре звезды из пяти и отметив: «Находчивые игровые механики, например, когда Микки аккуратно готовит зелье, отбиваясь от нападающих со всех сторон, не позволяют оторваться от игры».
Издание Maximum поставило версии для PlayStation оценку два балла из пяти. В обзоре были отмечены достоинства игры: графическое оформление, проработка деталей и надёжный геймплей, но критиковались недостатки — отсутствие нарастающей интенсивности действия и кульминации, а также незначительные отличия от более ранних версий. При этом рецензенты признали игру значительно лучше другого двухмерного платформера для PlayStation — Johnny Bazookatone.
В 1994 году игра была удостоена награды Parents’ Choice Award. Журнал VideoGames присвоил ей звание лучшей игры для Sega CD. В 1995 году журнал Total! включил Mickey Mania в список 100 лучших игр для Super Nintendo, поставив её на 54-е место и назвав «оригинальной и очень играбельной». В 2018 году медиа-издание Complex разместило игру на 49-й позиции в рейтинге лучших игр для Super Nintendo, отметив: «Качественная игра и урок истории о Микки Маусе: Mickey Mania эффективно использовала богатые цветовые возможности SNES».